# Commissario europeo della Francia
Il commissario europeo della Francia è un membro della Commissione europea proposto al Presidente della Commissione dal Governo della Francia.
La Francia ha avuto diritto a due commissari europei dal 1º gennaio 1958, anno dell'entrata in vigore dei Trattati di Roma, di cui era firmataria, che istituivano la Comunità Economica Europea, all'insediamento della prima Commissione Barroso nel 2004; da allora, a seguito del quinto allargamento, ha diritto ad un solo commissario, come tutti gli altri Stati membri.

## Lista dei commissari europei della Francia
| Commissario             | Competenza                                               | Commissione                      | Periodo        | Partito       |
| ----------------------- | -------------------------------------------------------- | -------------------------------- | -------------- | ------------- |
| Stéphane Séjourné       | Prosperità e strategia industriale (Vicepresidente)      | von der Leyen II                 | 2024-in carica | RE            |
| Thierry Breton          | Mercato interno                                          | von der Leyen I                  | 2019-2024      | indipendente  |
| Pierre Moscovici        | Affari economici e monetari, fiscalità e unione doganale | Juncker                          | 2014-2019      | PS            |
| Michel Barnier          | Mercato interno e servizi (vicepresidente)               | Barroso II                       | 2010-2014      | UMP           |
| Jacques Barrot          | Giustizia, libertà e sicurezza (vicepresidente)          | Barroso I                        | 2004-2010      | UMP           |
| Jacques Barrot          | Trasporti (vicepresidente)                               | Prodi e Barroso I                | 2004-2010      | UMP           |
| Pascal Lamy             | Commercio                                                | Prodi                            | 1999-2004      | PS            |
| Michel Barnier          | Politica regionale                                       | Prodi                            | 1999-2004      | UMP           |
| Yves-Thibault de Silguy | Affari economici e monetari                              | Santer e Marín                   | 1995-1999      | nessuno       |
| Édith Cresson           | Ricerca, scienza e tecnologia                            | Santer                           | 1995-1999      | PS            |
| Christiane Scrivener    | Fiscalità, unione doganale e tutela dei consumatori      | Delors II e Delors III           | 1989-1995      | Rep.          |
| Jacques Delors          | Presidente                                               | Delors I, Delors II e Delors III | 1985-1995      | PS            |
| Claude Cheysson         | Politica mediterranea e relazioni Nord-Sud               | Delors I                         | 1985-1989      | PS            |
| Edgard Pisani           | Sviluppo                                                 | Thorn                            | 1981-1985      | PS            |
| Claude Cheysson         | Sviluppo                                                 | Ortoli, Jenkins e Thorn          | 1973-1981      | PS            |
| François-Xavier Ortoli  | Affari economici e monetari (Vicepresidente)             | Jenkins e Thorn                  | 1973-1985      | Gaullista RPR |
| François-Xavier Ortoli  | Presidente                                               | Ortoli                           | 1973-1985      | Gaullista RPR |
| Jean-François Deniau    | Relazioni estere e aiuto allo sviluppo                   | Malfatti, Mansholt e Ortoli      | 1967-1977      | UDF           |
| Jean-François Deniau    | Allargamento e commercio estero                          | Rey                              | 1967-1977      | UDF           |
| Raymond Barre           | Affari economici e monetari                              | Rey, Malfatti e Mansholt         | 1967-1973      | UDF           |
| Henri Rochereau         | Assistenza allo sviluppo                                 | Rey                              | 1962-1970      | sconosciuto   |
| Henri Rochereau         | Territori d'Oltremare                                    | Hallstein II                     | 1962-1970      | sconosciuto   |
| Robert Marjolin         | Affari economici e monetari (Vicepresidente)             | Hallstein I e Hallstein II       | 1958-1967      | SFIO          |
| Robert Lemaignen        | Territori d'Oltremare                                    | Hallstein I                      | 1958-1962      | indipendente  |